# متیلن‌دی‌اکسی‌فنترمین
متیلن‌دی‌اکسی‌فنترمین (به انگلیسی: Methylenedioxyphentermine) با فرمول شیمیایی C۱۱H۱۵NO۲ یک ترکیب شیمیایی است. که جرم مولی آن ۱۹۳٫۲۴ g/mol می‌باشد. 